# Mazda3 MPS
Mazda3 MPS (MPS означает Mazda Performance Series) — спортивная модификация хетчбэка Mazda3. Представлена в 2006 году. В Северной Америке продается как Mazdaspeed3, в Японии — как Mazdaspeed Axela. 

## Описание
Оснащается двигателем MZR 2.3 DISI (Direct Injection Spark Ignition) Turbo объёмом 2.3 литра, мощностью 260 л.с./191 кВт (при 5500 об/мин) и крутящим моментом 380 Н·м (при 3000 об/мин). Такой же двигатель устанавливается на автомобиль Mazda 6 MPS и Mazda CX-7 с МКПП, в дефорсированном варианте устанавливается на Mazda CX-7 с автоматической коробкой передач.

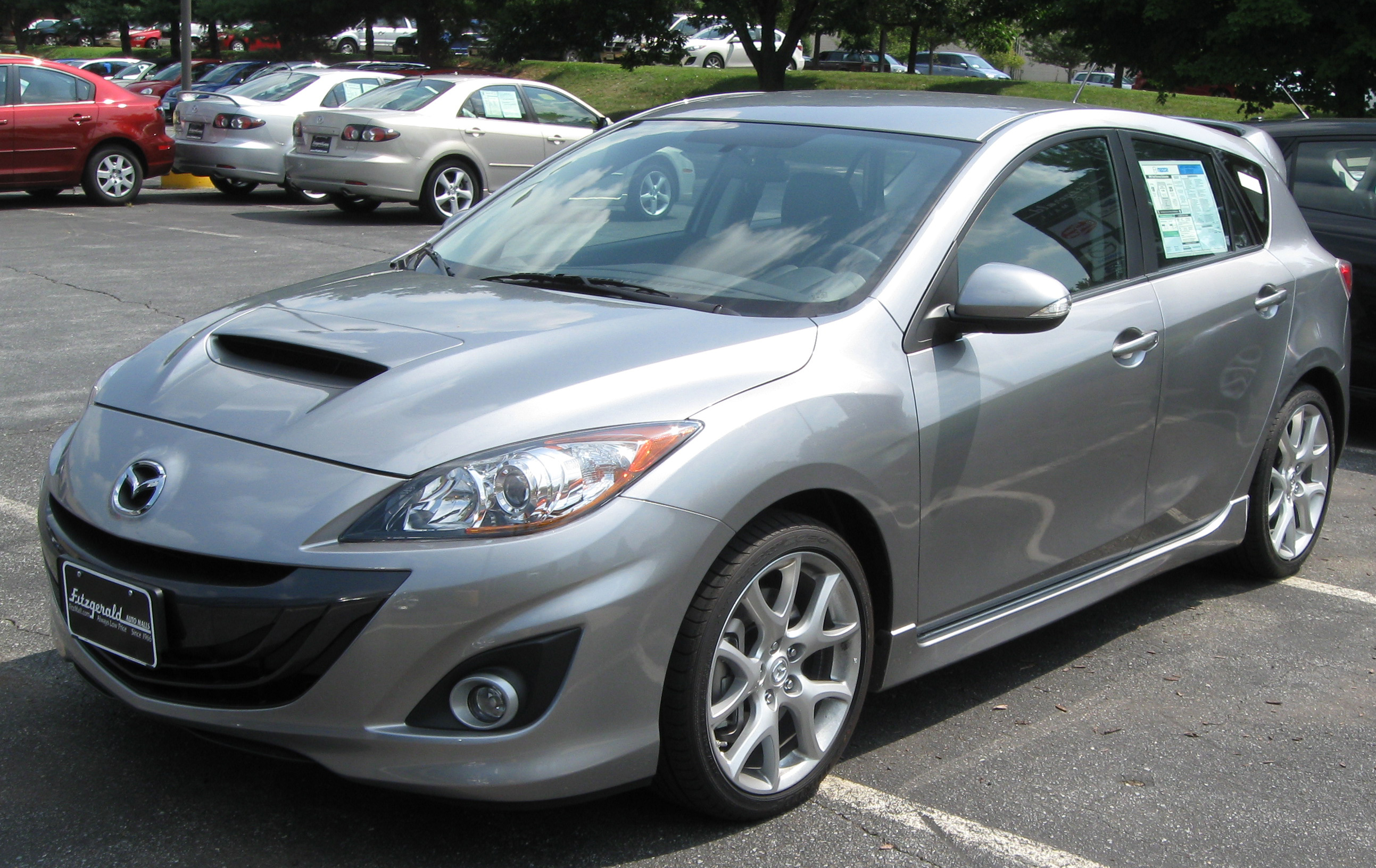
Mazda3 MPS второго поколения